# Luigi Arienti
Luigi Arienti (Desio, 6 gennaio 1937 – Desio, 7 febbraio 2024) è stato un ciclista su strada e pistard italiano.
Campione olimpico ai Giochi olimpici di Roma 1960 nell'inseguimento a squadre, fu poi professionista dal 1961 al 1972.

## Carriera
Ai Giochi della XVII Olimpiade del 1960 a Roma, assieme ai compagni di squadra Marino Vigna, Mario Vallotto e Franco Testa, vinse la medaglia d'oro nell'inseguimento a squadre, superando la selezione tedesca e quella sovietica.
Dopo i Giochi intraprese la carriera professionistica, durata fino al 1972, in cui disputò prevalentemente gare su pista, in particolare la Sei giorni di Milano.

## Palmarès

### Strada
- 1958

Coppa Messapica

#### Altri successi
- 1965 (G.B.C.)

Criterium di Wettingen

### Pista
- 1960

Giochi olimpici, Inseguimento a squadre (con Marino Vigna, Franco Testa e Mario Vallotto)

## Piazzamenti

### Grandi Giri
- Giro d'Italia

1961: 64°

### Classiche monumento
- Milano-Sanremo

1961: 71°

### Competizioni mondiali
- Giochi olimpici

Roma 1960 - Inseguimento a squadre: vincitore